# فرودگاه اوگدن-هینکلی
فرودگاه اوگدن-هینکلی (به انگلیسی: Ogden-Hinckley Airport) یک فرودگاه همگانی با کد یاتا OGD است که یک باند فرود آسفالت دارد و طول باند آن ۲۴۷۰ متر است. این فرودگاه در شهر اوگدن، یوتا کشور ایالات متحده آمریکا قرار دارد و در ارتفاع ۱۳۶۳٫۴ متری از سطح دریا واقع شده‌است.